# Martin (Tennessee)
Martin város az USA Tennessee államában, Weakley megyében. Lakosainak száma 10 825 fő (2020. április 1.).

## Népesség
A település népességének változása:

| 2010 | 11 473 |
| 2020 | 10 825 |